# Шургулец
 Шургулец  — деревня в Яранском районе Кировской области в составе Кугушергского сельского поселения.

## География
Расположена на расстоянии примерно 24 км по прямой на запад-юго-запад от города Яранск.

## История
Известна с 1802 года как деревня с 26 дворами. В 1873 году здесь дворов 44 и жителей 281, в 1905 (Большой Шургулец) 34 и 152, в 1926 34 и 154 (мари 152), в 1950 (снова Шургулец) 30 и 98, в 1989 9 жителей. Современное название утвердилось с 1950 года.

## Население
Постоянное население составляло 8 человек (русские 100%) в 2002 году, 0 в 2010.